# ديفيد ماكي (لاعب هوكي جليد)
ديفيد ماكي (بالإنجليزية: David McKee)‏ هو لاعب هوكي جليد أمريكي، ولد في 5 ديسمبر 1983 في مدلاند في الولايات المتحدة.

## وصلات خارجية
- ديفيد ماكي على موقع دوري الهوكي الوطني (الإنجليزية)
- ديفيد ماكي على موقع EliteProspects.com (الإنجليزية)
- ديفيد ماكي على موقع HockeyDB.com (الإنجليزية)